# アンド・ユア・バード・キャン・シング
「アンド・ユア・バード・キャン・シング」（And Your Bird Can Sing）は、ビートルズの楽曲である。レノン＝マッカートニー名義となっているが、ジョン・レノンによって書かれた楽曲。ポール・マッカートニーは、一部作詞を手伝ったとしている。冒頭から聴ける印象的なリフレインは、マッカートニーとジョージ・ハリスンのエピフォン・カジノによるツイン・リードギターである。アメリカでは1966年6月20日に発売されたキャピトル編集盤『イエスタデイ・アンド・トゥデイ』に、イギリスでは1966年8月5日にイギリス盤公式オリジナル・アルバム『リボルバー』に収録された。『リボルバー』が発売された頃、ビートルズはアメリカ・コンサート・ツアーに出掛けており、この曲をコンサートで披露することも十分可能だったが、結局披露しなかった。
レノンは、本作について「捨て曲の一つだ」と否定的に見ている。作曲された当初のタイトルは「You Don't Get Me」。歌詞のモチーフについてレノンが明らかにしていないことから、いくつかの解釈が存在している。楽曲発表後、多数のアーティストによってカバーされた。

## 歌詞
レノンは、否定的な見解を示した以外で、「アンド・ユア・バード・キャン・シング」について言及したことはなかった。このため、本作の歌詞のモチーフについて、いくらかの推測が立てられており、音楽ジャーナリストのロバート・フォンテノットは「ビートルズの楽曲で最も多くの推測が立てられている楽曲の1つ」であると述べている。作家のケネス・ウォマックは、レノン自身の結婚生活を鳥かごの中の鳥にたとえて、（レノンの当時の妻である）シンシア・レノンがレノンのことを理解できていないことを反映しているものではないかと述べている。このほかにも、以下のような説が存在する。
- ジャーナリストのリチャード・シンプソンは、ローリング・ストーンズのメンバーであるミック・ジャガーの当時のガールフレンド[注 1]であるマリアンヌ・フェイスフルのことを歌っていると推測している[12]。
- 『ローリング・ストーン』誌は、「You say you've seen seven wonders（七不思議を全部見てきたんだってね）」というフレーズは、1964年にニューヨークでボブ・ディランと大麻を吸った際のマッカートニーへの言及であるとしている。この時にマッカートニーは自身が大麻の影響で新たに悟った人生の意味を、ロード・マネージャーのマル・エヴァンズにメモを取らせたが[13]、翌日そのメモを確認すると「There are seven levels!（7つの段階がある!）」としか書かれていなかった[14][13]。
- 2007年に発表された書籍『Can't Buy Me Love』で、ジョナサン・グールドはフランク・シナトラの特別番組の宣伝のために書いたと推測している[15]。

写真家のロバート・ウィテカーは、1966年3月25日に行われたビートルズのフォト・セッションで、鳥かごに頭を入れたジョージ・ハリスンの写真を撮影しているが、これは本作の歌詞に基づいたものである。

## レコーディング
「アンド・ユア・バード・キャン・シング」のレコーディングは、1966年4月20日にEMIレコーディング・スタジオで開始された。レコーディングを開始した当時は、バーズのサウンドを思わせるレノンとマッカートニーのハーモニーや、ハリスンによる12弦エレクトリック・ギター（リッケンバッカー・360/12）がフィーチャーされたアレンジだった。同日にボーカルのオーバー・ダビングが行われたが、突然レノンとマッカートニーが笑い出してしまい、まともに歌えなくなってしまった。1996年に発売された『ザ・ビートルズ・アンソロジー2』には、オーバー・ダビング時のテイクが収録されており、トラック上で2人の笑い声やメロディーに合わせて吹いた口笛などが確認できる。ビートルズの歴史家であるマーク・ルイソンは、アルバムのライナーノーツ内で、2人が笑い出した原因は不明であると述べている。
4月26日、ビートルズは本作の再録音を行った。最初のバージョンのキーはDメジャーだったが、リメイク版ではカポタストが使用されてEメジャーに変更された。オーバー・ダビング用のベーシック・トラックとして、テイク10が採用された。これに対してマッカートニーのベースがオーバー・ダビングされ、リンゴ・スターのドラム・パートを補強することを目的にシンバルとハイハットがオーバー・ダビングされた。エンディング部分は、マッカートニーがテイク6でのベースのフレーズを気に入ったことにより、この部分が編集で繋ぎ合わされている。

## リリース
「アンド・ユア・バード・キャン・シング」は、ビートルズが『リボルバー』のために録音した楽曲の中から、イエスタデイ・アンド・トゥデイ』への収録のためにキャピトル・レコードにしぶしぶ提供した楽曲の1つであった。5月14日に『イエスタデイ・アンド・トゥデイ』用にミキシングが行われた。『イエスタデイ・アンド・トゥデイ』はアメリカで6月20日に発売され、本作はB面1曲目に収録された。この時点ではステレオ・ミックスは制作されておらず、ステレオ盤にはモノラル・ミックスを元にした疑似ステレオが収録された。
『リボルバー』のレコーディング・セッションの終盤にあたる6月6日にリミックスが行われた。イギリスで1966年8月5日に『リボルバー』が発売され、B面2曲目に収録された。後日アメリカでも『リボルバー』が発売されたが、前述の編集盤に収録されている関係からアメリカ盤では未収録となった。
1966年8月からビートルズとしては最後のアメリカツアーが行われたが、『リボルバー』に収録された楽曲が演奏されることはなかった。作家のリッチー・アンターバーガーは、いくつかの楽曲はコンサートでの再現が不可能であることを認めた上で、「アンド・ユア・バード・キャン・シング」をはじめとしたギターを主体とした曲については、ライブ演奏用にアレンジすることをたやすいことと述べ、「彼らは新曲をライブで演奏して、ライブ活動に対する熱意を取り戻そうとはしなかったのだろう」と語っている。
本作は、解散後に発売された『リヴァプールより愛を込めて ザ・ビートルズ・ボックス』や『トゥモロー・ネバー・ノウズ』などのコンピレーション・アルバムにも収録された。また、日本で独自に発売されたEP『イエロー・サブマリン』にも収録された。

## 評価
2006年に『モジョ』誌が発表した「The 101 Greatest Beatles Songs」で第41位にランクインし、学者のトビー・リットは、ラーガの影響が見られるギターのフレーズを称賛している。翌年に『Q』誌が発表した「The 20 Greatest Guitar Tracks」では第6位、2008年10月に『ギター・ワールド』誌が発表した「100 Greatest Guitar Solos」では第69位にランクインした。
『ビルボード』誌のスティーヴ・マリヌッチは、「驚くほど野心的な曲で、ジョージ・ハリスンによる素晴らしいギターソロが際立って素晴らしい」と評している。オールミュージックのトーマス・ワードは、本作を『リボルバー』最高の楽曲の1つとして挙げ、「レノンは楽曲に無関心で、歌詞について『ナンセンス』としているものの、とても面白いもので、彼のボーカル・パフォーマンスを補完している」と評している。『ローリング・ストーン』誌のロブ・シェフィールドは、「レノンは嫌っているが、彼が書いた中で史上最高の楽曲の1つ」「冷酷ながらも、愛着があって友好的」と評している。

## クレジット
※出典（特記を除く）
- ジョン・レノン - リード・ボーカル、リズムギター、ハンドクラップ（英語版）
- ポール・マッカートニー - ハーモニー・ボーカル、ベース、リードギター[6]、ハンドクラップ
- ジョージ・ハリスン - ハーモニー・ボーカル、リードギター、ハンドクラップ
- リンゴ・スター - ドラム、タンバリン、ハンドクラップ

## カバー・バージョンや文化的影響など
テレビアニメ『アニメ・ザ・ビートルズ』の第3期オープニングテーマとして使用された。2009年に発売された音楽ゲーム『The Beatles: Rock Band』（日本未発売）にも収録された。
楽曲が発表されて以降、ジーザス&メリーチェイン、ザ・パンクルズ、フレイミン・グルーヴィーズ、チャールズ・リヴァー・ヴァレー・ボーイズ、ザ・ジャム、ガダルカナル・ダイアリー、マシュー・スウィート、スザンナ・ホフス、レス・フラドキン、R・スティーヴィー・ムーア、アイ・ファイト・ドラゴンズらによってカバーされた。
佐藤泰志の小説作品『きみの鳥はうたえる』のタイトルはこの楽曲に由来しており、劇中にも出てくる。